# Ben Moon (rugby à XV)
Pour les articles homonymes, voir Ben Moon et Moon.
Pas d'image ? Cliquez ici

a Compétitions nationales et continentales officielles uniquement.

b Matchs officiels uniquement.
Dernière mise à jour le 23 novembre 2024.
Ben Moon, né le 14 juillet 1989 à Tiverton (Angleterre), est un joueur international anglais de rugby à XV jouant au poste de pilier gauche à Exeter depuis 2008.
Formé à Exeter, il participe dans un premier temps à la montée de son club en première division anglaise pour la première fois de son histoire, avant de l'aider à atteindre la finale de Premiership durant six années d'affilée, la remportant deux fois en 2017 et 2020. Il remporte également la Coupe d'Europe en 2020.

## Biographie

### Jeunesse et formation
Ben Moon naît le 14 juillet 1989 à Tiverton, dans le comté de Devon, en Angleterre et grandit dans les alentours. Il commence le rugby à l'adolescence à Uffculme car ses amis y jouaient. Il fait ensuite un passage au Cullompton Rugby Club, où son oncle jouait. Puis, il étudie à l'Ivybridge Community College (en) et intègre le centre de formation des Exeter Chiefs à l'âge de 15 ans.
Durant sa formation, il joue successivement avec les sélections anglaises de moins de 16, moins de 18 ans et des moins de 20 ans avec qui il participe au Championnat du monde junior en 2009, où il est battu en finale par la Nouvelle-Zélande. Il joue également le Tournoi des Six Nations des moins de 20 ans de la même année.

### Débuts professionnels et montée en première division (2008-2015)
Ben Moon fait ses débuts professionnels en octobre 2008, à 19 ans, lors d'un match de deuxième division anglaise contre Sedgley Park (en). Il est titulaire et son équipe s'impose largement 71 à 5,. Dès sa deuxième saison au club en 2009-2010, il remporte le Championnat d'Angleterre de 2e division en battant Bristol en finale, permettant à Exeter d'être promu en première division pour la première fois de son histoire.
En 2013-2014, Exeter atteint la finale de la coupe anglo-galloise pour la toute première fois et la remporte 15 à 8 contre Northampton. Moon est titulaire pour ce match. De même la saison suivante, les Chiefs sont finalistes de la coupe anglo-galloise et sont cette fois battus par les Saracens sur le score de 23 à 20. Moon ne participe cependant pas à cette finale.

### Au sommet du rugby anglais (2015-2021)
Durant la saison 2015-2016, Ben Moon est le titulaire au poste de pilier gauche. Il joue 26 matchs toutes compétitions confondues, dont 21 en tant que titulaire. Exeter termine à la deuxième place au classement général de la saison régulière et se qualifie pour la phase finale. En demi-finale, les Chiefs battent les Wasps 34-23 et atteignent pour la première fois de leur histoire la finale du Championnat d'Angleterre et affrontent le tenant du titre et champion d'Europe : les Saracens,. Pour ce match, Ben Moon est titulaire en première ligne avec Luke Cowan-Dickie et Harry Williams ; il joue 46 minutes puis est remplacé par Alec Hepburn, et les siens s'inclinent finalement sur le score de 28-20,.
La saison suivante, en 2016-2017, voit Exeter terminer une nouvelle fois à la deuxième place du classement général et se qualifier pour la phase finale. En demi-finale, ils battent les Saracens 18-16 et retrouvent la finale. Cette fois, face aux Wasps, Ben Moon est de nouveau titulaire dans la même première ligne que l'an passé et Exeter s'impose 23 à 20, remportant ainsi le championnat national pour la première fois,.
En début de saison 2018-2019, Ben Moon est appelé pour la première fois en équipe d'Angleterre à l'âge de 29 ans, afin de remplacer Joe Marler, absent de dernière minute, pour un stage d'entraînement. Il est alors récompensé de ses bonnes performances en club depuis plusieurs années qui ont fait de lui l'un des meilleurs à son poste en Premiership. Quelque temps plus tard, en octobre 2018, il est de nouveau appelé en sélection nationale, cette fois pour les matchs internationaux d'automne. Il connaît sa première cape le 3 novembre, lors d'un match face à l'Afrique du Sud, lorsqu'il entre en jeu à la mi-temps à la place d'Alec Hepburn. Les Anglais s'imposent 12-11. Il est ensuite titulaire pour la première fois, le match suivant ; une courte défaite 15 à 16 face à la Nouvelle-Zélande. Il joue aussi les deux autres matchs, une victoire contre le Japon et une victoire contre l'Australie, où il fait forte impression. Deux mois après, il est de nouveau appelé avec le XV de la Rose pour le Tournoi des Six Nations 2019. Alors qu'il n'est pas sur la feuille de match pour la première journée contre l'Irlande, il devance Ellis Genge pour le match suivant contre la France, puis joue les trois autres matchs du tournoi profitant de la blessure de Mako Vunipola,. De retour en club, Exeter est qualifié en demi-finale du championnat et s'impose 42 à 12. En finale contre les Saracens, Moon débute la partie en tant que titulaire, mais les Sarries l'emportent sur le score 34 à 37,.
Durant l'intersaison, il est sélectionné avec l'Angleterre pour préparer la Coupe du monde 2019. Cependant, malgré de bonnes performances lors de ses dernières apparitions sous le maillot anglais, il n'est pas retenu dans le groupe final de 31 joueurs participant au mondial.
Durant la saison 2019-2020, son club est dans un premier temps finaliste de la Coupe d'Europe contre le Racing 92. Il entre en jeu en seconde période à la place de Hepburn dans ce match qui se termine par une victoire anglaise 31 à 27. Exeter est alors champion d'Europe pour la première fois de son histoire,. Dans un second temps, son équipe est également finaliste en championnat. Les Chiefs rencontrent les Wasps. Ben Moon remplace encore une fois Hepburn en cours de match et les siens l'emportent 19 à 13 et réalisent ainsi le doublé Coupe d'Europe/Championnat,. En fin de saison, il signe un nouveau contrat de longue durée avec les Chiefs,.
En 2020-2021, Exeter se qualifie jusqu'en finale du championnat pour la sixième fois consécutive et affronte les Harlequins. Pour cette rencontre, Alec Hepburn est titulaire puis Ben Moon le remplace à la 54e minute. Son équipe est battue de justesse en toute fin de match et s'incline sur le score de 38 à 40,.

### Fin de carrière
Au cours de la saison 2021-2022, le temps de jeu de Ben Moon diminue. Il prend part à quinze rencontres toutes compétitions confondues pour seulement quatre titularisation. Ensuite, il ne joue aucun match durant la saison 2022-2023 et décide de mettre un terme à sa carrière de joueur à l'issue de celle-ci. Il est alors âgé de 33 ans et a joué au total 302 matchs avec Exeter tout au long de sa carrière, faisant de lui le joueur le plus capé de l'histoire du club.

## Palmarès

### En club
- Exeter Chiefs
  - Vainqueur du Championnat d'Angleterre de 2e division en 2010
  - Vainqueur de la Coupe anglo-galloise en 2014
  - Finalise de la Coupe anglo-galloise en 2015 et 2017
  - Vainqueur du Championnat d'Angleterre en 2017 et 2020
  - Finaliste du Championnat d'Angleterre en 2016, 2018, 2019 et 2021
  - Vainqueur de la Coupe d'Europe en 2020

### En sélection nationale
- Angleterre -20
  - Finaliste du Championnat du monde junior en 2009

### Distinctions personnelles
- Joueur le plus capé de l'histoire des Exeter Chiefs (302 matchs)